# Jacques Dupuy
Pour les articles homonymes, voir Dupuy et Jacques Dupuy (diplomate).
Jacques Dupuy (ou Jacques du Puy ou Monsieur de Saint Sauveur), né à Tours le 24 septembre 1591 et mort à Paris le 17 novembre 1656, est un bibliothécaire et érudit français, fils du magistrat humaniste Claude Dupuy et frère de Pierre Dupuy, avec lequel il forma une paire célèbre, les « frères Dupuy ».

## Biographie
Avec son frère, il fonde et anime, dans l’hôtel de Thou, puis (à partir de juin 1645) à la Bibliothèque royale rue de la Harpe, une académie très célèbre en son temps (le « cabinet Dupuy »).
Le prieuré de Saint-Sauveur-lès-Bray lui est donné par François-Auguste de Thou en 1634, et le prieuré de Varangéville lui est donné par Colbert de la part du cardinal de Mazarin en 1655.
Garde de la Bibliothèque royale après la mort de son frère aîné en décembre 1651, Jacques Dupuy lègue à sa mort ses livres imprimés et ses manuscrits au roi (plus de 9 300 imprimés et 260 manuscrits anciens). Ce qui forme aujourd'hui le fonds Dupuy à la Bibliothèque nationale de France comprend les mémoires, lettres, copies de pièces diverses, datant pour la plupart des XVIe  et XVIIe siècles. Les livres imprimés sont dispersés dans les collections de la BnF et, pour une moindre mesure, de la bibliothèque Mazarine, à la suite d'un échange pratiqué entre ces deux établissements en 1668.